# Acentroscelus
Genre
Synonymes
- Whittickius Mello-Leitão, 1940

Acentroscelus est un genre d'araignées aranéomorphes de la famille des Thomisidae.

## Distribution
Les espèces de ce genre se rencontrent en Amérique du Sud.

## Liste des espèces
Selon World Spider Catalog (version 18.0, 01/02/2017) :
- Acentroscelus albipes Simon, 1886
- Acentroscelus gallinii Mello-Leitão, 1943
- Acentroscelus granulosus Mello-Leitão, 1929
- Acentroscelus guianensis (Taczanowski, 1872)
- Acentroscelus muricatus Mello-Leitão, 1947
- Acentroscelus nigrianus Mello-Leitão, 1929
- Acentroscelus peruvianus (Keyserling, 1880)
- Acentroscelus ramboi Mello-Leitão, 1943
- Acentroscelus secundus Mello-Leitão, 1929
- Acentroscelus singularis (Mello-Leitão, 1940)
- Acentroscelus versicolor Soares, 1942

## Publication originale
- Simon, 1886 : Espèces et genres nouveaux de la famille des Thomisisdae. Actes de la Société linnéenne de Bordeaux, vol. 40, p. 167-187 (texte intégral).